# Atletica leggera ai XVII Giochi del Mediterraneo - Salto con l'asta maschile
Le gare di atletica leggera nella categoria salto con l'asta maschile si sono tenute il 28 giugno 2013 al Nevin Yanıt Atletizm Kompleksi di Mersin.

## Calendario
Fuso orario EET (UTC+3).
| Data      | Ora   | Turno  |
| --------- | ----- | ------ |
| 28 giugno | 19:25 | Finale |

## Risultati
I 6 atleti partecipanti sono qualificati direttamente alla finale.

### Finale
| Pos | Atleta                | Paese   | Salti | Salti | Salti | Salti | Salti | Salti | Salti | Salti | Risultato | Note |
| Pos | Atleta                | Paese   | 5,10  | 5,20  | 5,30  | 5,40  | 5,50  | 5,60  | 5,70  | 5,80  | Risultato | Note |
| --- | --------------------- | ------- | ----- | ----- | ----- | ----- | ----- | ----- | ----- | ----- | --------- | ---- |
|     | Giuseppe Gibilisco    | Italia  | -     | -     | -     | -     | O     | -     | XXO   | XXX   | 5,70      |      |
|     | Kévin Menaldo         | Francia | -     | XO    | -     | XO    | -     | XXO   | XXX   |       | 5,60      |      |
|     | Giorgio Piantella     | Italia  | O     | -     | O     | -     | XO    | XXX   |       |       | 5,50      |      |
| 4   | Dimitrios Patsoukakis | Grecia  | -     | O     | X-    | O     | XX-   | X     |       |       | 5,40      |      |
| 5   | Valentin Lavillenie   | Francia | -     | O     | -     | XXX   |       |       |       |       | 5,20      |      |
| 6   | Nikandros Stylianou   | Cipro   | XXX   |       |       |       |       |       |       |       | nm        |      |